# Tobias Stimmer
Tobias Stimmer (ur. 7 kwietnia 1539 w Szafuzie, zm. 4 stycznia 1584 w Strasburgu) – szwajcarski malarz i ilustrator; autor dekoracji zegara astronomicznego w Katedrze w Strasburgu.

## Rodzina i działalność artystyczna
Pochodził z artystycznej rodziny. Jego ojciec, kaligraf i malarz Christoph Stimmer I (1490–1562), w latach 1520–1532 pracował w Konstancji jako nauczyciel, a następnie przeprowadził się do Schaffhausen. W 1535 roku wstąpił do gildii i pracował jako malarz na szkle i introligator. Christopher miał jedenaścioro dzieci, z których pięciu synów – poza Tobiasem – było również artystami: Christoph Stimmer II (ok. 1522–ok. 1562) był kaligrafem, Abel Stimmer (1542–ok. 1606) malarzem i rytownikiem, Gideon Stimmer (1545–1577) malarzem i projektantem witraży, Josias Stimmer (1555–po 1574) malarzem.
W roku 1565 Tobias Stimmer został właścicielem pracowni w Schaffhausen, gdzie projektował praktycznie wszystko – od proporców po tarcze herbowe. Z tego okresu pochodzą dekoracje wykonane na elewacji Domu Rittera. W 1570 przeprowadził się do Strasburga, gdzie początkowo ilustrował książki antykatolickie i broszury. Tam też wykonał jedną z najbardziej rozpoznawalnych prac: dekoracje na katedralny zegar astronomiczny. Stał się uznawanym autorytetem w dziedzinie architektury i geometrii.

## Przypisywane prace

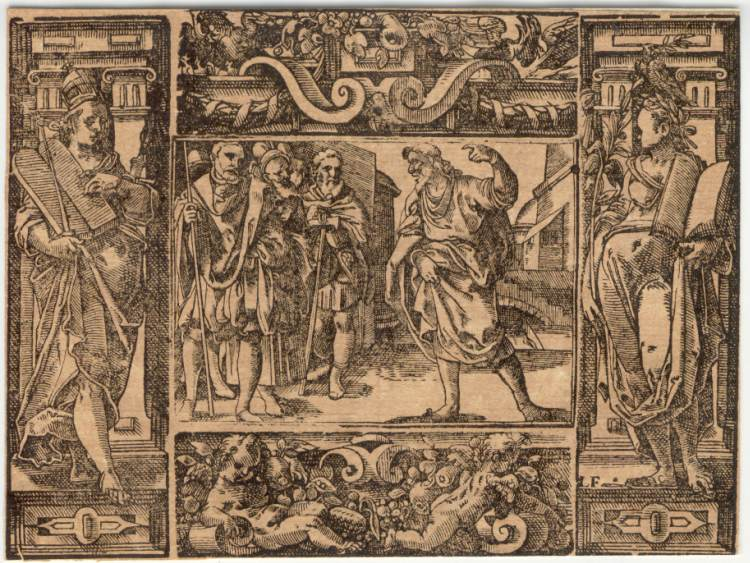
Scena ze Starego Testamentu, drzeworyt z 1576 roku